# Brian Fairlie
Brian Fairlie (* 13. Juni 1948) ist ein ehemaliger neuseeländischer Tennisspieler.

## Karriere
Bereits im Juniorenbereich machte Brian Fairlie auf sich aufmerksam. Im Jahr 1966 erreichte er das Finale im Junioreneinzel von Wimbledon, welches er gegen Wladimir Korotkow verlor. Das Junioreneinzelfinale der Australian Championships, die später als Australian Open ausgetragen wurden, konnte er im Jahr 1967 für sich entscheiden.
Sein erstes Finale auf der ATP Tour erreichte Fairlie 1970 in Jacksonville, wo sich Arthur Ashe geschlagen geben musste. Zwei Jahre später folgte sein erster Titel in Midland, als er Haroon Rahim besiegte. In den nächsten Jahren folgten Turniersiege in London und Manila. Im Doppel erreichte er insgesamt 18 Finals, wobei meist Ismail El Shafei sein Doppelpartner war. Mit El Shafei holte er auch jeden seiner Doppeltitel zwischen 1974 und 1978. Sie bildeten acht Jahre lang ein Doppelteam, das sich auch auf persönlicher Ebene anfreundete.
Zwischen 1966 und 1979 trat Fairlie in 19 Begegnungen für die neuseeländische Davis-Cup-Mannschaft an. Er gewann 20 von 48 Partien.
Nach seiner aktiven Tenniskarriere war er kurzzeitig der Besitzer von Haushaltwarengeschäften in Auckland in den frühen 1980er Jahren. Später arbeitete er als Trainer.

## Erfolge

### Einzel

#### Turniersiege
| Nr. | Datum             | Turnier | Belag       | Finalgegner  | Ergebnis           |
| --- | ----------------- | ------- | ----------- | ------------ | ------------------ |
| 1.  | 6. Oktober 1972   | Midland | Hartplatz   | Haroon Rahim | 7:5, 6:3, 7:6      |
| 2.  | 18. Januar 1973   | London  | Teppich (i) | Mark Cox     | 2:6, 6:2, 6:2, 7:6 |
| 3.  | 15. November 1976 | Manila  | Sand (i)    | Ray Ruffels  | 7:5, 6:7, 7:6      |

#### Finalteilnahmen
| Nr. | Datum            | Turnier      | Belag       | Finalgegner | Ergebnis                |
| --- | ---------------- | ------------ | ----------- | ----------- | ----------------------- |
| 1.  | 25. März 1970    | Jacksonville | Sand        | Arthur Ashe | 3:6, 6:4, 3:6           |
| 2.  | 19. Februar 1973 | Köln         | Teppich (i) | Jan Kodeš   | 1:6, 3:6, 1:6           |
| 3.  | 6. Januar 1975   | Auckland (1) | Rasen       | Onny Parun  | 6:4, 4:6, 4:6, 7:6, 4:6 |
| 4.  | 3. März 1975     | London       | Teppich (i) | Mark Cox    | 1:6, 5:7                |
| 5.  | 5. Januar 1976   | Auckland (2) | Rasen       | Onny Parun  | 2:6, 3:6, 6:4, 3:6      |

### Doppel

#### Turniersiege
| Nr. | Datum            | Turnier       | Belag         | Partner          | Finalgegner                 | Ergebnis      |
| --- | ---------------- | ------------- | ------------- | ---------------- | --------------------------- | ------------- |
| 1.  | 28. April 1974   | St. Louis     | Teppich (i)   | Ismail El Shafei | Ross Case Geoff Masters     | 7:6, 6:7, 7:6 |
| 2.  | 24. Oktober 1976 | Sydney Indoor | Hartplatz (i) | Ismail El Shafei | Syd Ball Kim Warwick        | 4:6, 6:4, 7:6 |
| 3.  | 10. Juli 1977    | Newport       | Rasen         | Ismail El Shafei | Tim Gullikson Tom Gullikson | 6:7, 6:3, 7:6 |
| 4.  | 12. März 1978    | Kairo         | Sand          | Ismail El Shafei | Lito Álvarez George Hardie  | 6:3, 7:5, 6:2 |

#### Finalteilnahmen
| Nr. | Datum              | Turnier      | Belag       | Partner          | Finalgegner                   | Ergebnis                |
| --- | ------------------ | ------------ | ----------- | ---------------- | ----------------------------- | ----------------------- |
| 1.  | 7. März 1971       | Auckland (1) | Rasen       | Raymond Moore    | Bob Carmichael Ray Ruffels    | 3:6, 7:6, 4:6, 6:4, 3:6 |
| 2.  | 24. September 1972 | Los Angeles  | Hartplatz   | Ismail El Shafei | Jimmy Connors Pancho Gonzales | 3:6, 6:7                |
| 3.  | 1. Oktober 1972    | Alamo        | Hartplatz   | Ismail El Shafei | Tom Okker Marty Riessen       | 6:7, 4:6                |
| 4.  | 5. November 1972   | Göteborg     | Teppich (i) | Ismail El Shafei | Tom Okker Marty Riessen       | 2:6, 6:7                |
| 5.  | 4. März 1973       | Chicago      | Teppich (i) | Ismail El Shafei | Ken Rosewall Fred Stolle      | 7:6, 4:6, 2:6           |
| 6.  | 15. April 1973     | Cleveland    | Teppich (i) | Ismail El Shafei | Ken Rosewall Fred Stolle      | 2:6, 3:6                |
| 7.  | 12. August 1973    | Clemmons     | Sand        | Ismail El Shafei | Bob Carmichael Frew McMillan  | 3:6, 4:6                |
| 8.  | 6. Januar 1975     | Auckland (2) | Rasen       | Onny Parun       | Bob Carmichael Ray Ruffels    | 6:7 aufgg.              |
| 9.  | 27. April 1975     | Charlotte    | Sand        | Ismail El Shafei | Patricio Cornejo Jaime Fillol | 3:6, 7:5, 4:6           |
| 10. | 14. März 1976      | Mexiko-Stadt | Teppich (i) | Ismail El Shafei | Brian Gottfried Raúl Ramírez  | 4:6, 6:74               |
| 11. | 17. Oktober 1976   | Brisbane     | Rasen       | Ismail El Shafei | Syd Ball Kim Warwick          | 4:6, 4:6                |
| 12. | 6. November 1976   | Tokio        | Sand        | Ismail El Shafei | Bob Carmichael Ken Rosewall   | 4:6, 4:6                |
| 13. | 16. Juli 1978      | Cincinnati   | Sand        | Ismail El Shafei | Gene Mayer Raúl Ramírez       | 3:6, 3:6                |
| 14. | 6. August 1978     | New Orleans  | Teppich (i) | Ismail El Shafei | Dick Stockton Erik van Dillen | 6:7, 3:6                |